# Campionati francesi di sci alpino 1977
I Campionati francesi di sci alpino 1977 si disputarono a Peyresourde/Agudes; furono assegnati i titoli di slalom gigante e slalom speciale, sia maschili sia femminili, e di discesa libera maschile.

## Risultati
| Specialità      | Uomini               | Donne           |
| --------------- | -------------------- | --------------- |
| Discesa libera  | Patrice Pellat-Finet | -               |
| Slalom gigante  | Alain Navillod       | Fabienne Serrat |
| Slalom speciale | Philippe Hardy       | Patricia Emonet |